# الن یاکوبسن (دوچرخه‌سوار)
الن یاکوبسن (انگلیسی: Allan Jacobsen؛ زادهٔ ۱۳ نوامبر ۱۹۵۵) دوچرخه‌سوار اهل دانمارک است.